# لاز (ناحیه پریبرام)
لاز (به چکی: Láz) یک منطقهٔ مسکونی در جمهوری چک است که در ناحیه پریبرام واقع شده‌است.